# Radara debora
Radara debora är en fjärilsart som beskrevs av Druce 1898. Radara debora ingår i släktet Radara och familjen nattflyn. Inga underarter finns listade.